# Toqtar Janğılışbaý
Toqtar Säbïtulı Janğılışbaý (in kazako Тоқтар Сәбитұлы Жанғылышбай?, in russo Токтар Сабитович Жангылышбай?, Toktar Sabitovič Žangylyšbaj; Karaganda, 25 maggio 1993) è un calciatore kazako, attaccante dell'Ordabasy.